# Schirn (галерея)
Галерея «Schirn» (нем. Schirn Kunsthalle Frankfurt) — художественная галерея в районе Альтштадт города Франкфурт-на-Майне (земля Гессен), открытая в феврале 1986 года в здании площадью около 2000 м², спроектированном архитектурным бюро «BJSS» — восточный конец вытянутого строения соединяется с южным порталом колокольни Франкфуртского собора; не имеет собственной коллекции и с момента открытия провела более двух сотен временных выставок — как тематических (от венского модерна до современного искусства), так и персональных.

## История и описание

### Здание
Здание галерея «Schirn» во Франкфурте-на-Майне было спроектировано и построено в 1983 году; проект был выполнен архитектурной фирмой «BJSS» (архитекторы Дитрих Бангерт, Бернд Янсен, Штефан Ян Шольц и Аксель Шульц). Открытие первой выставки в новом строении — площадью в 2000 квадратных метров — в состоялось 28 февраля 1986 года.
Здание Кунстхалле, облицованное светлым песчаником, состоит из нескольких взаимосвязанных строений — ключевым компонентом является основной (пятиэтажный) зал длиной около 140 и шириной в 10 метров, проходящий в направлении с востока на запад. Бангерт спроектировал его используя как образец здание Уффици во Флоренции. Посетители попадают в галерею через круглое здание диаметром около 20 метров, увенчанное стеклянным куполом, которое образует «монументальный» главный вход — это самый высокий из компонентом музейного здания.
Вместе с серией основных зданий во Франкфурте были построены и два ряда домов, разделенных южным «кубом» галереи — эти дома имеют типичные пропорции строений Старого города и расположены на участках того же размера, что и ранее; но все они спроектированы в стиле 1980-х годов, а иногда и с элементами постмодернизма. С 2002 года галерея имеет новый интерьер, разработанный берлинской архитектурной фирмой «Kuehn Malvezzi»; после перестройки фойе освещается «переливающимися цветами» с помощью современной технологии освещения «RGB» (RGB color space).
В связи с завершением сноса близлежащей Технической ратуши (Technische Rathaus), архитектор Кристоф Меклер предложил также снести и несколько частей галереи — чтобы восстановить историческую застройку. После того, как Бангерт впервые апеллировал к своему авторскому праву для защиту строения, архитекторам удалось найти компромисс, который предусматривал снос «Большого стола» на северной стороне. Это позволило в период с 2012 по 2016 год реконструировать несколько исторически-ценных зданий Старого города (см. франкфуртский проект «Dom-Römer-Projekt»).

### История
Название «Schirn» происходит от названия самого места, где расположилась галерея; там, где сегодня находится Кунстхалле, был центр густонаселенного старого города Франкфурта — пока он не был разрушен в ходе Второй мировой войны, в результате бомбардировки от 22 марта 1944 года. До середины XIX века на узких улочках между нынешней галерей и рекой Майн, располагались дома и лавки франкфуртской гильдии мясников. После нескольких неудачных попыток, данная часть Старого Франкфурта была восстановлена только в начале 1980-х годов: архитектурные решения, использовавшиеся при планировании здания галереи, вызывали споры с самого начала. Нетипичное по размерам новое здание неоднократно предлагали разместить в другом месте.
Первым главой галереи «Schirn», занимавшим свой пост с 1985 по 1993 год, являлся швейцарский куратор Кристоф Витали (Christoph Vitali, род. 1940), который также был и управляющим директором компании «Kulturgesellschaft Frankfurt mbH». Его преемником стал профессиональный музейный менеджер Гельмут Зееманн (род. 1953), который в июне 2001 года переехал в Веймар; с октября 2001 года галерею возглавлял австрийский куратор Макс Холляйн (род. 1969) — используя «провокационные» названия и необычными выставками, он утроил аудиторию музей и улучшил его финансовое положение. Его преемником с 1 октября 2016 года является Филипп Деманд (Philipp Demandt, род. 1971).
С момента своего открытия галерея «Schirn» стала местом проведения крупных обзорных выставок, посвященных как венскому модерну и экспрессионизму, так и истории фотографии и видео-арту. Василий Кандинский, Альберто Джакометти, Анри Матисс, Джулиан Шнабель, Джеймс Энсор, Ив Кляйн, Томас Хиршхорн, Айше Эркмен, Карстен Николай, Йоко Оно и многие другие художники были представлены на персональных выставках.

### Кража 1994 года
28 июля 1994 года три картины, представленные на выставке «Гёте и искусство» (Goethe und die Kunst) были похищены из здания галереи в результате профессионального ограбления. Были украдены как работы Уильяма Тёрнера «Licht und Farben» и «Schatten und Dunkelheit», предоставленные лондонской галереей Тейт, так и картина маслом «Nebelschwaden» Каспара Давид Фридриха, предоставленными Гамбургским кунстхалле. Суммарная страховая стоимость работ составила 70 миллионов немецких марок (35,8 миллиона евро). Трое преступников были пойманы; в 1999 году они были приговорены к лишению свободы на сроки до 11 лет. В 2000 и 2002 годах две работы Тёрнера были возвращены; в 2003 году картина Фридриха вернулась в Гамбург.